# Pietradefusi
Pietradefusi är en ort och kommun i provinsen Avellino i regionen Kampanien i Italien. Kommunen hade 2 320 invånare (2017).